# Championnats du monde par équipes de marche 2016
Navigation
Taicang 2014 2018
Les 2016 IAAF World Race Walking Team Championships, 27e édition de la Coupe du monde de marche, se déroulent à Rome, en Italie. Ils devaient initialement se dérouler à Tcheboksary en Russie, mais l'organisation de cette compétition a été retirée à la Fédération russe d'athlétisme en novembre 2015 à la suite du scandale de dopage soulevé par l'Agence mondiale antidopage. Pour cette édition, la Coupe du monde de marche change également de nom et devient les Championnats du monde par équipes.
Le 7 janvier 2016, la compétition est réattribuée à Rome qui l'emporte sur Kiev, Monterrey et Guayaquil. C'est la quatrième fois que cette compétition se déroule en Italie. Le parcours est situé dans le centre historique de Rome, entre un départ à l'arc de Constantin et les thermes de Caracalla, avec une arrivée prévue dans le stade d'athlétisme Nando-Martellini qui se trouve aux pieds des ruines des Thermes. Le programme comprend cinq épreuves : les 20 km et 50 km hommes, le 20 km femmes et deux épreuves juniors (sur 10 km). Le 50 km verra aussi la participation de deux féminines, une première.
Le programme des épreuves est le suivant :
- samedi 7 mai à 9 h 30, 10 km juniors féminin, à 10 h 35, 10 km juniors masculin,
- cérémonie d'ouverture à 16 h,
- 20 km masculin à 16 h 30,
- 20 km féminin à 18 h 15,
- dimanche 8 mai, 50 km à 9 h.

Soixante fédérations sont représentées lors de ces championnats pour un total de 432 athlètes, soit 265 hommes et 167 femmes. La préparation de ces championnats a duré uniquement 4 mois, du 7 janvier, date d'attribution, au 7 mai. L'Italie est le seul pays à avoir participé aux 26 éditions précédentes. Le 20 km marche est l'épreuve avec le plus de participants, 133 marcheurs de 49 nations. Le 20 km féminin comprend 114 marcheuses de 38 pays tandis que 72 marcheurs de 32 États feront le 50 km, qui sera la première compétition où des féminines pourront concourir sur cette distance, la plus longue des Jeux olympiques. 5 titres mondiaux sont distribués, ainsi que 15 médailles individuelles. 19 juges internationaux assurent la régularité de la compétition, avec 95 juges nationaux italiens.

## Résultats
Le 8 mai 2016, l'Américaine Erin Taylor-Talcott est la première femme à parcourir le 50 km marche en 4 h 51 min, en arrivant 40e et dernière de l'épreuve.
Le 30 juillet 2016, l'IAAF annonce que la Chinoise Liu Hong a été positive à un contrôle et perd ses deux titres (la Chine conserve toutefois le titre par équipes).

### Hommes
| Race                             | Or                                                                                              | Or           | Argent                                                                                | Argent  | Bronze                                                                                     | Bronze  |
| -------------------------------- | ----------------------------------------------------------------------------------------------- | ------------ | ------------------------------------------------------------------------------------- | ------- | ------------------------------------------------------------------------------------------ | ------- |
| 20 km marche                     | Wang Zhen (CHN)                                                                                 | 1:19:22      | Cai Zelin (CHN)                                                                       | 1:19:34 | Álvaro Martín (ESP)                                                                        | 1:19:36 |
| 20 km marche par équipes         | Chine Wang Zhen Cai Zelin Wang Kaihua Li Tianlei Chen Ding                                      | 16           | Canada Benjamin Thorne Iñaki Gómez Evan Dunfee Mathieu Bilodeau                       | 27      | Équateur Andrés Chocho Mauricio Arteaga Brian Pintado Jordy Jiménez                        | 41      |
| 50 km marche                     | Alex Schwazer (ITA)                                                                             | 3:39:00 (DQ) | Jared Tallent (AUS)                                                                   | 3:42:36 | Ihor Hlavan (UKR)                                                                          | 3:44:02 |
| 50 km marche par équipes         | Italie (Alex Schwazer DQ) Marco De Luca Teodorico Caporaso Matteo Giupponi Federico Tontodonati | 14           | Ukraine Ihor Hlavan Ivan Banzeruk Serhiy Budza Maryan Zakalnytskyy Andriy Hrechovskyi | 25      | Espagne José Ignacio Díaz Francisco Arcilla Mikel Odriozola Pablo Oliva Jesús Ángel García | 30      |
| 10 km marche juniors             | Zhang Jun (CHN)                                                                                 | 40:23        | Manuel Bermúdez (ESP)                                                                 | 40:27   | Noel Alí Chama (MEX)                                                                       | 40:29   |
| 10 km marche juniors par équipes | Mexique Noel Alí Chama Andrés Olivas                                                            | 8 pts        | Pérou César Augusto Rodríguez Lenyn Mamani                                            | 13 pts  | Japon Masatora Kawano Ryūtarō Yamamoto Masaya Ishikawa                                     | 17 pts  |

### Femmes
| Épreuve                   | Or                                                                           | Argent                                | Bronze                                   |
| ------------------------- | ---------------------------------------------------------------------------- | ------------------------------------- | ---------------------------------------- |
| 20 km                     | María Guadalupe González (MEX) 1 h 26 min 17 s (AR)                          | Qieyang Shenjie (CHN) 1 h 26 min 49 s | Érica de Sena (BRA) 1 h 27 min 18 s (AR) |
| 20 km par équipes         | Chine Liu Hong (DQ) Qieyang Shenjie Lü Xiuzhi Yang Jiayu Nie Jingjing 14 pts | Australie 43 pts                      | Colombie Sandra Arenas 61 pts            |
| 10 km juniors             | Ma Zhenxia (CHN) 45 min 25 s                                                 | Ma Li (CHN) 45 min 25 s               | Valeria Ortuña (MEX) 45 min 28 s         |
| 10 km juniors par équipes | Chine 3 pts                                                                  | Mexique 9 pts                         | Australie 21 pts                         |